# Ignazio Gerusalemme
Ignazio Gerusalemme (in spagnolo Ignacio de Jerusalem y Stella; Lecce, 1707 – Città del Messico, 1769) è stato un compositore italiano.

## Biografia
Giunse in America nel 1742 e accettò l'incarico di maestro di cappella della Cattedrale di Città del Messico. La sua fama di compositore in Messico fu ampia, grazie alla notevole diffusione delle sue musiche in tutto il continente. La sua produzione è limitata alla musica vocale; si conservano pochi manoscritti per lo più in versioni contraffatte, a cura del compositore guatemalteco Manuel Joseph de Quiroz, cioè in adattamenti in lingua spagnola delle sue cantate profane, trasformate in musica sacra (O golpe suave, Ea, feliz vajel).

## Opere

### Musica liturgica
- Messa in re maggiore, a 4 voci, 1763;
- Messa in re maggiore, a 8 voci;
- Messa in sol maggiore, a 4 voci, 1767;
- Messa in fa maggiore, a 4 voci, 1768;
- Messa in fa maggiore, a 8 voci;
- Messa in sol maggiore, a 8 voci;
- Requiem in la minore, 1760;
- Requiem in mi bemolle maggiore;
- Salmi dei vespri: Beatus vir, in fa maggiore, a 2 voci; Beatus vir, in do maggiore, a 8 voci; Confitebor tibi Domine; Credidi; Dilexi quoniam exaudit Dominus; Laetatus sum; 8 Dixit Dominus: in si bemolle maggiore, a 2 voci; in si bemolle maggiore, a 8 voci; in re maggiore, a 8 voci; in re minore, a 8 voci; in fa maggiore, a 2 voci; in fa maggiore; in sol maggiore, a 4 voci; in sol maggiore, a 8 voci; 4 Laetatus sum: in la minore; in si bemolle maggiore, 1758?; in mi bemolle maggiore; a 4 voci; Lauda Jerusalem; 4 Laudate Dominum omnes gentes: in si bemolle maggiore; in re menore; in fa maggiore; in sol maggiore; Levavi oculos meos;
- Memorabilia, 1764
- 2 Ave maris stella: in fa maggiore; in re minore;
- Decora lux;
- Defensor almae;
- Exultet orbis;
- Jesu corona;
- 5 Magnificat: in la minore; in si bemolle maggiore; in do maggiore; in mi bemolle maggiore; in fa maggiore;
- Pange lingua gloriosi;
- Placare Christe;
- Te Joseph;
- Ut queant laxis;
- Veni creator spiritus.
- 2 Ascendit Christus: in re maggiore; in mi maggiore;
- Egregiae martyr Philippe;
- Non fecit taliter;
- Non turbetur cor vestrum;
- O vos omnes;
- Pauperum primo genita;
- Psalmo de nona primera miravilia;
- Qui vult venire post me;
- Regem cui omnia vivunt;
- 2 Salve regina: in do maggiore, a voce sola; in re maggiore, a 8 voci;
- Stabat mater dolorosa;
- Sub tuum praesidium;
- Tota pulchra est;
- Veni Sancte Spiritus;
- Veni sponsa Christi;
- Victimae paschali;
- Responsori, invitatori e inni: per la Natività; per l'Assunzione; per San Pietro; per Nostra Signora della Concezione; per il giorno di San Giuseppe; per il patrocinio di San Giuseppe; per Nostra Signora del Pilar; per Nostra Signora di Guadalupe (2 cicli); per Sant'Ildefonso; per San Filippo Neri; Exuriente terra Aegypti; Filius meus; Hodie nobis de coelo pax vera; Ornatam in monilibus filiam Jerusalem; Posui adjutorium super potentem;
- Officium defunctorum;
- 2 Te Deum laudamus;
- 5 Lamentazioni;
- 6 Miserere.

### Altra musica sacra
- Arie: Celestes moradores terrestres viadores; Ea feliz vajel; Gorgeos trinando el gallo cantando; O qué golpe suave; Rompa alegre el cielo; Triumphe Maria.
- Lodi: A el eco de la fama dispertando; Con respectuosos esmeros; En hora dichosa la laguna admire coronada; Si es gloria del orbe.
- Pastorali: A qué esperáis cherubes; Para dónde caminas, a 8 voci.
- numerosi villancico.[1]